# Franklin D. Roosevelt East River Drive

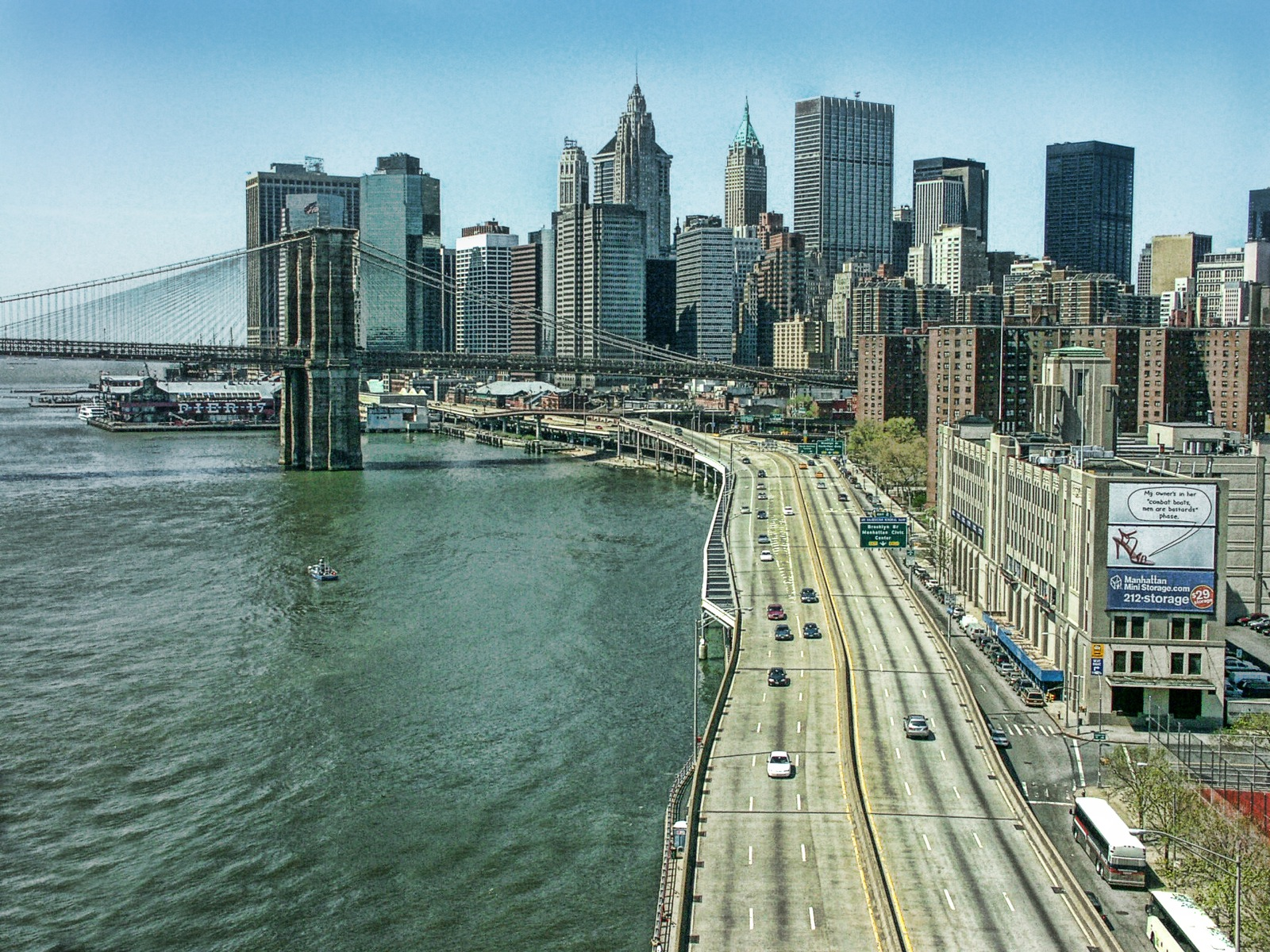
Der FDR Drive unterquert die Brooklyn Bridge

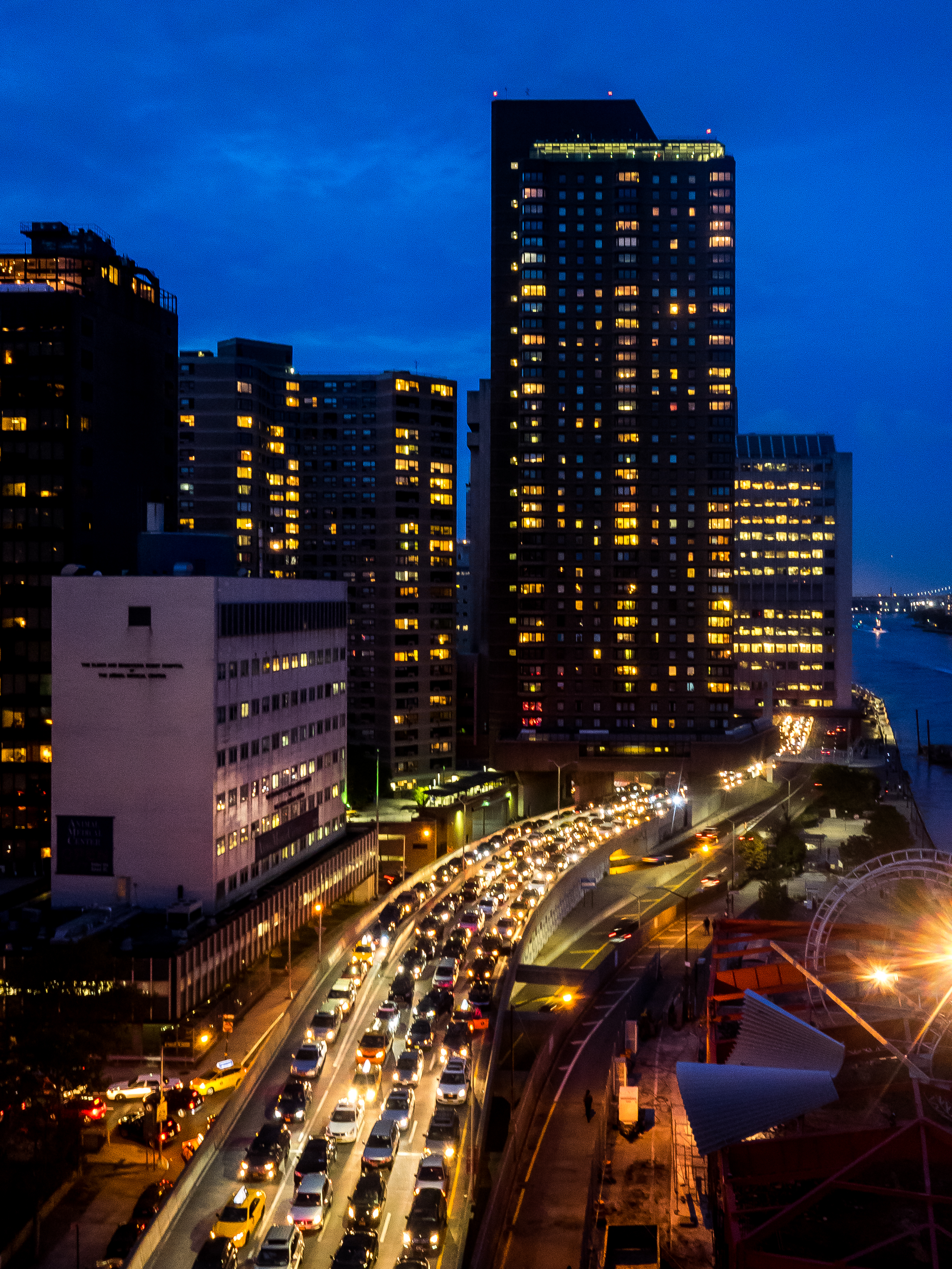
Der FDR Drive bei Nacht

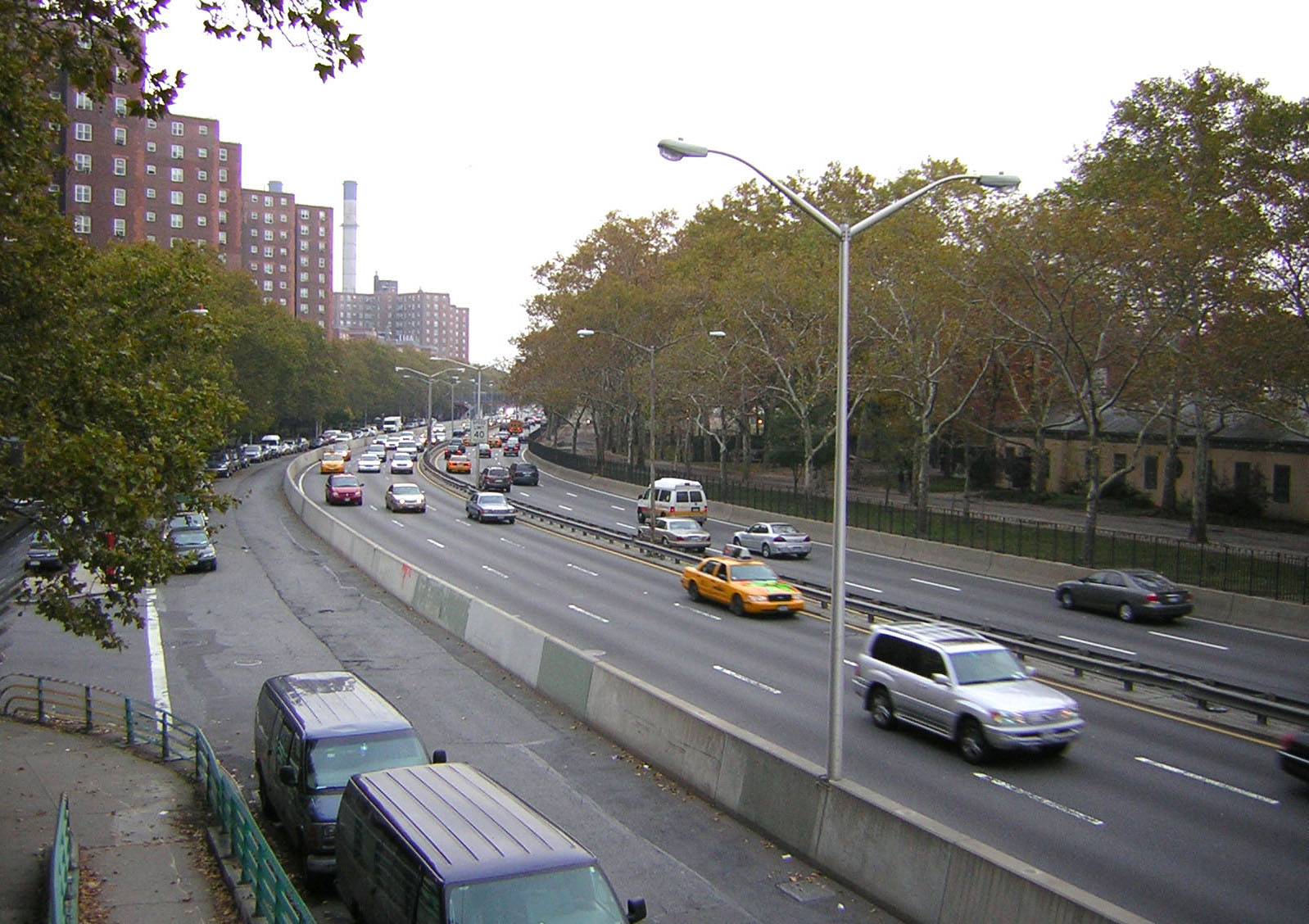
Der FDR Drive (Blickrichtung Norden) vom 6th Street Overpass aus gesehen.

Der Franklin D. Roosevelt East River Drive (oder: FDR Drive) ist ein 15,19 km (9,44 Meilen) langer autobahnähnlicher Parkway auf der East Side von New York Citys Stadtbezirk Manhattan, USA. Der gesamte FDR Drive wird auch als New York State Route 907L (NY 907L) bezeichnet, für Wartung und Pflege ist das New York State Department of Transportation und das New York City Department of Transportation zuständig.

## Geschichte
Ursprünglich hieß diese Stadtautobahn East River Drive und wurde erst später nach dem US-Präsidenten Franklin Delano Roosevelt benannt. Die Straße wurde von Robert Moses entworfen. Die Schwierigkeit war, einen Parkway bzw. Boulevard zu bauen, der entlang des East Rivers verläuft und zugleich die Anwohner so wenig wie möglich stört.
Der Abschnitt zwischen der 125th Street und 92nd Street wurde ursprünglich 1934 erbaut. Die Abschnitte von der 92nd Street bis zum Battery Park wurden mit Ausnahme des Abschnitts zwischen der 42nd Street und 49th Street ebenerdig als Boulevard und Hauptverkehrsstraße angelegt. Zwischen 1948 und 1966 wurde der FDR Drive in einen vollständigen Parkway umgebaut. So wird dieser bis heute genutzt.
Der Abschnitt zwischen der 23rd Street und 34th Street wurde während des Zweiten Weltkriegs auf Schotter erbaut, den Frachter mitbrachten, die aus dem englischen Bristol zurückkehrten: Die deutsche Luftwaffe flog schwere Bombardements gegen Bristol. So wurden die Briten per Schiff mit Kriegslieferungen versorgt. Die Schiffe luden dann Schotter als Ballast und fuhren anschließend nach New York zurück, wo die Baumannschaften die Ladung verwenden konnten.

## Lage und Verlauf
Der FDR Drive verläuft ununterbrochen entlang des East River. Er erstreckt sich vom Battery Park Underpass auf Höhe der South Street und Broad Street im Süden bis zur 125th Street (Ausfahrt zur Robert F. Kennedy Memorial Bridge) im Norden, wo er in Harlem River Drive umbenannt wird.
Im Süden wird FDR Drive nach seinem Beginn an der South Street/Broad Street zur Hochstraße bis zu einem Punkt zwischen der Jackson Street und Gouverneur Slip in der Nähe der Ausfahrt zur Manhattan Bridge. Von dort verläuft der FDR Drive wieder auf Straßenniveau, bis er den Houston Street Overpass unterquert und danach wieder ebenerdig verläuft. Nach der Kurve auf Höhe der 14th Street wird er wieder zur Hochstraße mit Ausnahme der Spuren Richtung Norden, die zwischen der 23rd Street und 34th Street auf Straßenniveau verlaufen (hier befindet sich die Waterside Plaza). Anschließend verlaufen auch diese Spuren wieder als Hochstraße.
Nach der 42nd Street kehrt der FDR Drive wieder auf Straßenniveau zurück. Die Spuren Richtung Süden verlaufen später in einem nachträglich errichteten Tunnelbauwerk, wogegen die Spuren nordwärts nicht im Tunnel verlaufen. Dieser bauliche Eingriff erfolgte mit dem Bau des UN-Hauptquartiers, das sich teilweise auf einer Plattform über dem FDR Drive befindet, der hier ebenerdig verläuft.
Von der 51st Street bis zur 63rd Street befindet sich der FDR Drive in einem Tunnel, in dem die Spuren Richtung Süden erhöht wurden und etwas oberhalb der Spuren Richtung Norden verlaufen, so dass die Ausfahrt zur Queensboro Bridge gebaut werden konnte. Nördlich der 63rd Street verlaufen wieder alle Spuren auf gleicher Höhe – ebenerdig unterhalb der Platform des NewYork-Presbyterian Hospital.
Von der 79th Street bis zur 90th Street verläuft der FDR Drive ebenerdig im letzten Tunnelbauwerk – dem Gracie Mansion Tunnel. Hier wurde die Promenade des Carl Schurz Park in der Nähe der Gracie Mansion über die Autobahn gebaut. Abgesehen von einer Überführung über die 96th Street verläuft das letzte Stück des FDR Drive vom Tunnel bis zur 125th Street ebenerdig.
Die Autobahn hat überwiegend drei Spuren in beide Richtungen, mit Ausnahme eines kleinen Teilstücks unter der Brooklyn Bridge, wo sie zwei Spuren Richtung Süden und eine Spur Richtung Norden hat. Ein Teilstück auf Höhe von Queensboro Bridge, 60th Street und 61st Street hat zwei Spuren in beide Richtungen.
Per Gesetz ist das maximale Gewicht für Fahrzeuge auf dem FDR Drive zwischen der 23rd Street bis zum Harlem River Drive in beide Richtung auf 3.600 kg (8000 Pfund) begrenzt. Somit dürfen Busse nördlich der 23rd Street die Stadtautobahn nicht benutzen. Lieferfahrzeuge (einschließlich Lkw) dürfen den gesamten FDR Drive nicht befahren.
Der Manhattan Waterfront Greenway verläuft unter, neben oder über der Stadtautobahn – außer zwischen der 34th Street und 63rd Street. Ein Schild mit dem Namenshinweis „Franklin D. Roosevelt East River Drive“ ist von den Spuren, die in südlicher Richtung verlaufen, sichtbar, bevor diese in den Gracie Mansion Tunnel auf Höhe der 90th Street führen.